# A Laracha
A Laracha (galicisch und offiziell; spanisch Laracha) ist eine Gemeinde in Galicien. Sie liegt 22 km südwestlich der Großstadt A Coruña. Das Gemeindegebiet erstreckt sich vom Küstenort Caión im Norden einige Kilometer ins Landesinnere. Nachbargemeinden sind Arteixo, Culleredo, Cerceda und Carballo.

## Bevölkerungsentwicklung Gemeinde
Legende: Laracha___A Laracha

## Gemeindegliederung
Die Gemeinde A Laracha ist in 13 Parroquias gegliedert:
| Parroquias | Patrozinium            | Einwohner 2024 | Fläche km² | Dichte Einw./km² | Höhe msnm | Ortskennzahl |
| ---------- | ---------------------- | -------------- | ---------- | ---------------- | --------- | ------------ |
| Cabovilaño | San Román              | 1.119          | 7,41       | 151              | 139       | 15041010000  |
| Caión      | Santa María do Socorro | 809            | 4,83       | 167              | 12        | 15041020000  |
| Coiro      | San Xián               | 444            | 8,10       | 55               | 208       | 15041030000  |
| Erboedo    | Santa María            | 247            | 7,34       | 34               | 255       | 15041040000  |
| Golmar     | San Bieito             | 405            | 5,75       | 70               | 271       | 15041050000  |
| Lemaio     | Santa Mariña           | 219            | 4,84       | 45               | 183       | 15041060000  |
| Lendo      | San Xián               | 391            | 7,75       | 50               | 198       | 15041070000  |
| Lestón     | San Martiño            | 1.392          | 4,01       | 347              | 214       | 15041080000  |
| Montemaior | Santa María Madanela   | 684            | 22,35      | 31               | 431       | 15041090000  |
| Soandres   | San Pedro              | 776            | 32,81      | 24               | 300       | 15041100000  |
| Soutullo   | Santa María            | 134            | 4,07       | 33               | 208       | 15041110000  |
| Torás      | Santa María            | 4.148          | 5,39       | 770              | 166       | 15041120000  |
| Vilaño     | Santiago               | 775            | 11,28      | 69               | 153       | 15041130000  |

Zur Gemeinde gehört der Ort Cendón.

## Wirtschaft
| Ackerbau, Viehzucht und Fischerei                                                  | 0173  | 03,56  |
| Industrie                                                                          | 1.012 | 020,84 |
| Bauwirtschaft                                                                      | 0624  | 012,85 |
| Dienstleistungsbetriebe                                                            | 3.046 | 062,74 |
| Total                                                                              | 4.855 | 100,00 |
| * Daten aus dem Statistischen Amt für Wirtschaftliche Entwicklung in Galicien, IGE |       |        |

## Persönlichkeiten
- Der Franziskaner Lino Gómez Canedo (1908–1990), Historiker mit einer wertvollen Hinterlassenschaft alter Schriftstücke, ist in der Parroquia San Xián de Coiro geboren.
- Der Schauspieler Enrique Muiño (1881–1956), der mit seiner Familie nach Argentinien auswanderte, ist in A Laracha geboren.
- Der Basketballer José Ramón Esmoris (* 1975) stammt aus der Gemeinde.